# Protomoerbes
Protomoerbes is een geslacht van vlinders van de familie snuitmotten (Pyralidae), uit de onderfamilie Phycitinae.

## Soorten
- P. aberrans Heinrich, 1956
- P. separabilis Heinrich, 1956